# Oskar Morgenstern
Oskar Morgenstern (24 de enero de 1902 - 26 de julio de 1977) fue un economista alemán. Graduado en la Universidad de Viena, se desempeñó como docente e investigador en la Universidad de Princeton y la Universidad de Nueva York. En colaboración con el matemático John Von Neumann, fundó el campo de teoría de juegos y sus aplicaciones económicas.
Morgenstern nació en Görlitz, Imperio alemán. Se decía que su madre era una hija ilegítima del emperador Federico III de Alemania.
Morgenstern se crio en Viena, Austria, donde también asistió a la universidad. En 1925, se graduó de la Universidad de Viena y consiguió su doctorado en ciencias políticas. Desde 1925 hasta 1928, realizó trabajos académicos financiados por la Fundación Rockefeller. Después de su regreso en 1928, se convirtió en professor de economía en la Universidad de Viena hasta su visita a la Universidad de Princeton en 1938. En 1935, Morgenstern publicó el artículo Perfect Foresight and Economic Equilibrium, por el cual su colega Eduard Čech lo dirigió a un artículo de John von Neumann, Zur Theorie der Gesellschaftsspiele (1928).
Durante la visita de Morgenstern a la Universidad de Princeton, Adolf Hitler asumió el control de Viena a través de la Anschluss Österreichs y Morgenstern decidió emigrar a Estados Unidos en el contexto de la Segunda Guerra Mundial, ejerciendo la docencia en Princeton. Allí se encontró con el matemático John von Neumann y colaboraron para escribir el libro la teoría de juegos y el comportamiento económico, publicado en 1944, que es reconocido como el primer libro sobre teoría de juegos.
La teoría de juegos es un marco matemático para el estudio de las estructuras estratégicas que gobiernan la toma racional de decisiones en ciertas situaciones económicas, políticas y militares. En 2013, la Universidad de Viena reubicó la Facultad de Negocios, Economía y Estadística y nombró la plaza Oskar-Morgenstern-Platz en su honor.
La colaboración entre el economista Morgenstern y el matemático von Neumann condujo al nacimiento de áreas de investigación completamente nuevas tanto en matemáticas como en economía. Estas han atraído un amplio interés académico y práctico desde ese momento. En 1944, Morgenstern también se convirtió en ciudadano de los Estados Unidos, y cuatro años más tarde se casó con Dorothy Young, con quien tuvo dos hijos, Carl y Karen. En 1950, fue elegido como miembro de la Asociación Americana de Estadística. Morgenstern permaneció en Princeton como profesor de economía hasta su retiro en 1970, cuando se unió a la facultad de economía de la Universidad de Nueva York. Morgenstern escribió muchos otros artículos y libros, incluyendo Acerca de la precisión de las observaciones económicas, y Previsibilidad de los precios del mercado de valores con el premio Nobel posterior Clive Granger.
Morgenstern murió en Princeton, Nueva Jersey en 1977. El archivo de sus obras publicadas y documentos inéditos se encuentra en la Universidad de Duke.

## Obras de Oskar Morgenstern
- Wirtschaftsprognose: Eine untersuchung ihrer Voraussetzungen und Moglichkeiten, 1928. ("Perspectivas económicas: un examen de las condiciones y posibilidades")
- Die Grenzen der Wirtschaftspolitik, 1934. ("Los límites de la política económica")

- "The Time Moment in Value Theory", 1935, ZfN.
- "Perfect Foresight and Economic Equilibrium", 1935, ZfN.
- "Logistics and the Social Science", 1936, ZfN.
- "Theory of Games and Economic Behavior con John von Neumann", 1944.
- "Demand Theory Reconsidered", 1948, QJE.
- "Economics and the Theory of Games", 1949, Kyklos.
- "On the Accuracy of Economic Observations", 1950.
- "Prolegomena to a Theory of Organization", 1951
- "Experiment and Large-Scale Computation in Economics", 1954, Economic Activity Analysis.
- "Generalization of the von Neumann Model of an Expanding Economy", con J.G. Kemey and G.L. Thompson, 1956, Econometrica
- "The Question of National Defense", 1959.
- "Predictability of Stock Market Prices", with C.W.J. Granger, 1970.
- "Thirteen Critical Points in Contemporary Economic Theory", 1972, JEL.
- "Descriptive, Predictive and Normative Theory", 1972, Kyklos.
- "Some Reflections on Utility", 1976, en Allais and Hagen, editores, Rational Decisions under Risk.
- "Collaborating with von Neumann", 1976, JEL.
- "Mathematical Theories of Expanding and Contracting Economies", con G.L. Thompson, 1976.